# اندیس منطقه ۱ جیان
منطقه ۱ جیان یک اندیس فلزی است که در حوالی شهر جیان استان فارس قرار دارد و مادهٔ معدنی موجود در آن، مس است.سنگ میزبان این اندیس ماسه سنگ ، شیل ، کنگلومرا، شیل آهکی است و دیرینگی آن به دوران ژوراسیک می‌رسد. در این اندیس، پاراژنز‌های پیریت، هماتیت یافت می‌شوند.